# Álvaro Vadillo
Álvaro Vadillo Cifuentes est un footballeur espagnol né le 12 septembre 1994 à Puerto Real en Andalousie. Il évolue au poste d'ailier au Racing Ferrol.

## Biographie
Le 5 octobre 2020, Vadillo est prêté au RCD Espanyol, relégué en Segunda División, avec option d'achat obligatoire en cas de remontée.
Cinq jours plus tard, Vadillo dispute son premier match en entrant en jeu contre l'AD Alcorcón au RCDE Stadium lors de la cinquième journée de Segunda División (victoire 1-0).

## Palmarès
Betis Séville
- Vainqueur de la Liga Adelante en 2015.